# Nicole Schmidhofer
Nicole Schmidhofer (ur. 15 marca 1989 we Friesach) – austriacka narciarka alpejska, mistrzyni świata i wielokrotna medalistka mistrzostw świata juniorów.

## Kariera
Na arenie międzynarodowej Nicole Schmidhofer po raz pierwszy pojawiła się 6 stycznia 2005 roku w Wildschönau, gdzie w zawodach FIS Race w slalomie nie ukończyła pierwszego przejazdu. W 2007 roku wystartowała na mistrzostwach świata juniorów w Altenmarkt, zdobywając cztery medale. Zwyciężyła tam w gigancie i supergigancie, w kombinacji była druga za Ilką Štuhec ze Słowenii, a w zjeździe wywalczyła brązowy medal. W ostatniej konkurencji wyprzedziły ją jedynie Tina Weirather z Liechtensteinu oraz Lara Gut ze Szwajcarii. Trzecie miejsce w zjeździe wywalczyła także na rozgrywanych dwa lata później mistrzostwach świata juniorów w Garmisch Partenkirchen, tym razem ulegając tylko Francuzce Marine Gauthier i Lotte Smiseth Sejersted z Norwegii.
W zawodach Pucharu Świata zadebiutowała 15 marca 2007 roku w Lenzerheide, zajmując czternaste miejsce w supergigancie. Tym samym już w swoim debiucie wywalczyła pierwsze pucharowe punkty. Na podium zawodów tego cyklu po raz pierwszy stanęła 20 stycznia 2013 roku w Cortina d’Ampezzo, kończąc supergiganta na drugiej pozycji. W zawodach tych rozdzieliła na podium Niemkę Viktorię Rebensburg oraz Tinę Maze ze Słowenii. Najlepsze wyniki osiągała w sezonie 2018/2019, kiedy zajęła piąte miejsce w klasyfikacji generalnej i drugie w klasyfikacji supergiganta. Ponadto w sezonie 2019/2020 była trzecia w klasyfikacji supergiganta.
W 2010 roku wystartowała w supergigancie na igrzyskach olimpijskich w Vancouver, jednak nie ukończyła rywalizacji. W tej samej konkurencji była jedenasta podczas rozgrywanych trzy lata później mistrzostw świata w Schladming. Dwa lata później wystąpiła na mistrzostwach świata w Vail/Beaver Creek, zajmując czwarte miejsce w zjeździe. Walkę o medal przegrała tam z Larą Gut o 0,69 sekundy. W 2018 roku brała udział w igrzyskach w Pjongczangu, gdzie zajęła dwunaste w zjeździe i osiemnaste miejsce w supergigancie.

## Osiągnięcia

### Igrzyska olimpijskie
| Miejsce | Dzień     | Rok  | Miejscowość | Konkurencja | Czas biegu | Strata | Zwyciężczyni       |
| ------- | --------- | ---- | ----------- | ----------- | ---------- | ------ | ------------------ |
| DNF     | 20 lutego | 2010 | Vancouver   | Supergigant | 1:20,14    | –      | Andrea Fischbacher |
| 18.     | 17 lutego | 2018 | Pjongczang  | Supergigant | 1:21,11    | +1,19  | Ester Ledecká      |
| 12.     | 21 lutego | 2018 | Pjongczang  | Zjazd       | 1:39,22    | +1,80  | Sofia Goggia       |

### Mistrzostwa świata
| Miejsce | Dzień     | Rok  | Miejscowość       | Konkurencja | Czas biegu | Strata | Zwyciężczyni     |
| ------- | --------- | ---- | ----------------- | ----------- | ---------- | ------ | ---------------- |
| 11.     | 5 lutego  | 2013 | Schladming        | Supergigant | 1:35,39    | +1,25  | Tina Maze        |
| 4.      | 6 lutego  | 2015 | Vail/Beaver Creek | Zjazd       | 1:45,89    | +1,03  | Tina Maze        |
| 1.      | 3 lutego  | 2017 | Sankt Moritz      | Supergigant | 1:32,34    | –      | –                |
| 16.     | 12 lutego | 2017 | Sankt Moritz      | Zjazd       | 1:32,85    | +1,76  | Ilka Štuhec      |
| 11.     | 5 lutego  | 2019 | Åre               | Supergigant | 1:04,89    | +0,69  | Mikaela Shiffrin |
| 9.      | 10 lutego | 2019 | Åre               | Zjazd       | 1:01,74    | +0,81  | Ilka Štuhec      |

### Mistrzostwa świata juniorów
| Miejsce | Dzień     | Rok  | Miejscowość | Konkurencja | Czas biegu | Strata    | Zwyciężczyni        |
| ------- | --------- | ---- | ----------- | ----------- | ---------- | --------- | ------------------- |
| 3.      | 7 marca   | 2007 | Altenmarkt  | Zjazd       | 1:39,69    | +0,81     | Tina Weirather      |
| 1.      | 8 marca   | 2007 | Altenmarkt  | Gigant      | 2:14,90    | –         | –                   |
| 1.      | 9 marca   | 2007 | Altenmarkt  | Supergigant | 1:19,34    | –         | –                   |
| 29.     | 11 marca  | 2007 | Altenmarkt  | Slalom      | 1:44,23    | +4,81     | Ilka Štuhec         |
| 2.      | 11 marca  | 2007 | Altenmarkt  | Kombinacja  | 35,66 pkt  | +3,46 pkt | Ilka Štuhec         |
| 9.      | 23 lutego | 2008 | Formigal    | Supergigant | 1:40,19    | +3,06     | Viktoria Rebensburg |
| DNF     | 26 lutego | 2008 | Formigal    | Zjazd       | 1:50,13    | –         | Ilka Štuhec         |
| 11.     | 29 lutego | 2008 | Formigal    | Gigant      | 1:42,50    | +1,38     | Anna Fenninger      |
| 9.      | 4 marca   | 2009 | Ga-Pa       | Supergigant | 1:19,80    | +1,96     | Viktoria Rebensburg |
| 3.      | 6 marca   | 2009 | Ga-Pa       | Zjazd       | 1:19,60    | +0,54     | Marine Gauthier     |

### Puchar Świata

#### Miejsca w klasyfikacji generalnej
- sezon 2006/2007: 104.
- sezon 2007/2008: 124.
- sezon 2008/2009: 70.
- sezon 2009/2010: 81.
- sezon 2010/2011: 91.
- sezon 2011/2012: 86.
- sezon 2012/2013: 45.
- sezon 2013/2014: 20.
- sezon 2014/2015: 30.
- sezon 2015/2016: 49.
- sezon 2016/2017: 15.
- sezon 2017/2018: 17.
- sezon 2018/2019: 5.
- sezon 2019/2020: 13.
- sezon 2021/2022: 109.

#### Miejsca na podium
1. Cortina d’Ampezzo − 20 stycznia 2013 (supergigant) – 2. miejsce
2. Cortina d’Ampezzo − 24 stycznia 2014 (zjazd) – 2. miejsce
3. Lake Louise – 3 grudnia 2017 (supergigant) – 3. miejsce
4. Cortina d’Ampezzo – 21 stycznia 2018 (supergigant) – 3. miejsce
5. Lake Louise – 30 listopada 2018 (zjazd) – 1. miejsce
6. Lake Louise – 1 grudnia 2018 (zjazd) – 1. miejsce
7. Val Gardena – 19 grudnia 2018 (supergigant) – 2. miejsce
8. Garmisch-Partenkirchen – 26 stycznia 2019 (supergigant) – 1. miejsce
9. Crans-Montana – 23 lutego 2019 (zjazd) – 2. miejsce
10. Lake Louise – 7 grudnia 2019 (zjazd) – 1. miejsce
11. Garmisch-Partenkirchen – 9 lutego 2020 (supergigant) – 2. miejsce